# Korona (fejék)

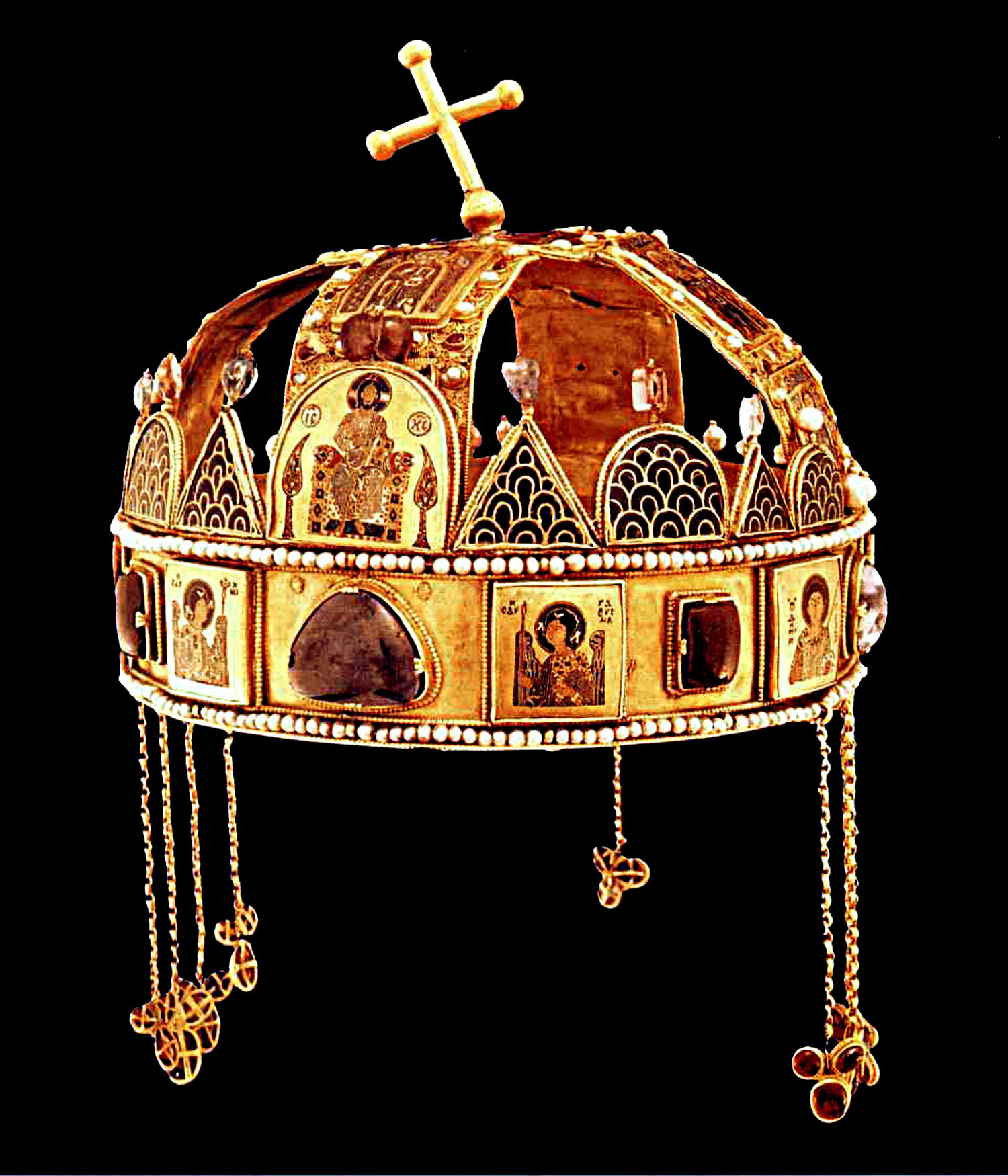
A magyar Szent Korona

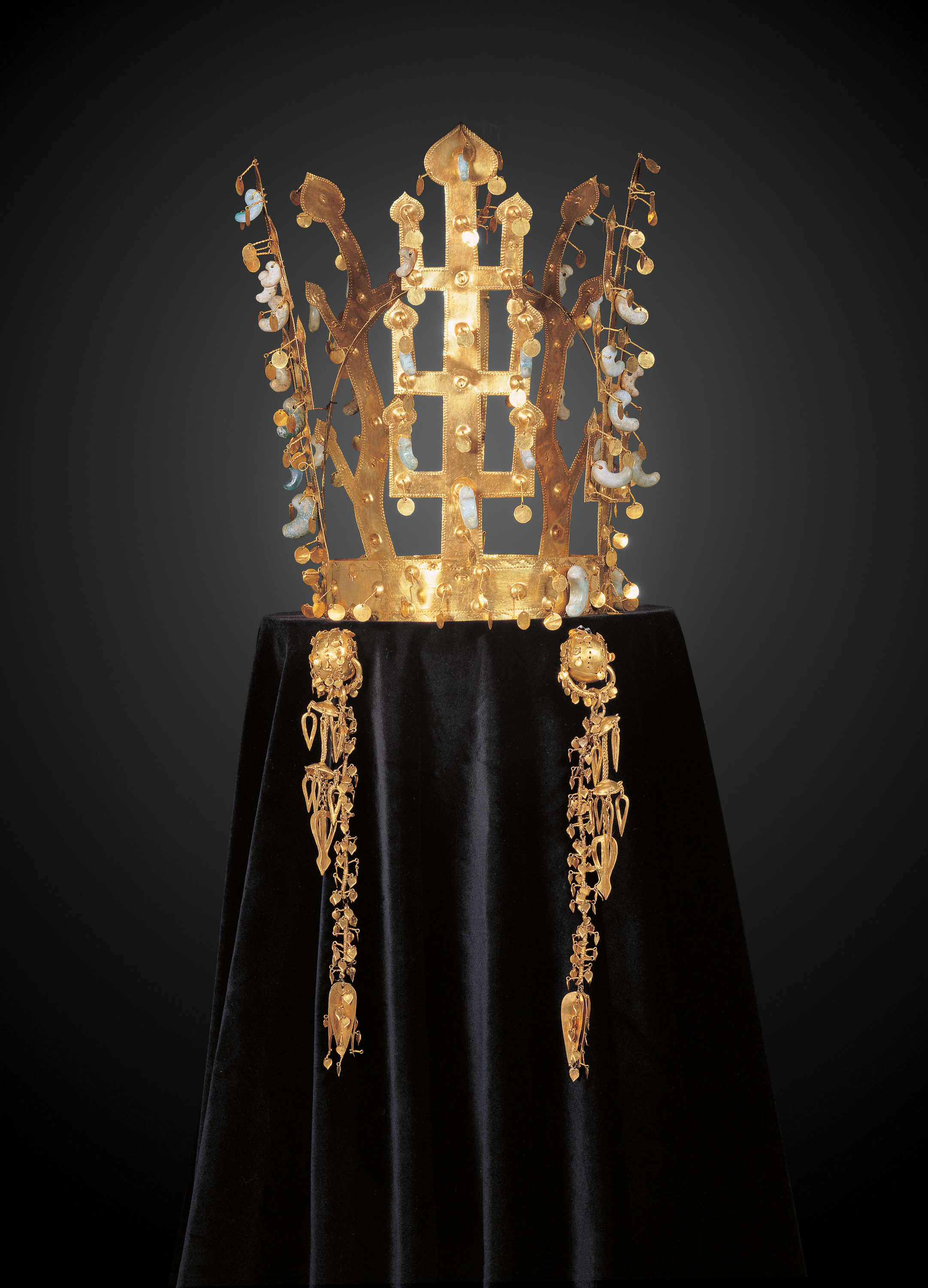
A koreai Silla állam királyi koronája az 5. századból

A korona ősi kitüntető fejdísz,  növényekből font koszorúkból ered. Fokozatosan az uralkodói hatalom legfontosabb jelvényévé vált. Már az ókorban is viseltek a királyok koronát. Salamonról is említik, hogy koronája volt. A régi asszír, babiloni és egyiptomi királyok koronája, vagy mint másképp nevezik, tiarája, diadémja, fejszalagja még nem feltétlenül képezett zárt kört. A római királyok idejében kezdték először a koronákat gyűrűformában készíteni, ekkor még felül nyitott volt. A görög eredetű Stephanos név latinul koronát jelent. A bizánci császárok már felül is zárt koronát használtak.

## Etimológiája
A latin eredetű szó első jelentése koszorú, virágfüzér, amit ünnepségeken viseltek, de kitüntetésképpen is adományoztak.

## Eredete
A korona, mint kitüntető fejdísz előzménye a virágokból, növényekből font koszorú volt, ami ma is népszerű gyermekjáték. Viselése lényegesen befolyásolja az azt hordozó személy megjelenését. Más jelvényekhez képest nem szükséges azt rögzíteni, megtartásához elegendő az emelt fejtartás, ami önmagában is méltóságot kölcsönöz.
A sumérok koronája egyszerű szalag volt, míg az asszír uralkodók kettős koronát használtak. Az egyiptomi fáraók is használtak koronát, méghozzá kettőset, aminek az egyik része Alsó- a másik Felső-Egyiptomot jelképezte. Alkalmazták a koronát a zsidó királyok és a perzsa uralkodók is; utóbbiak fehér gyapjúszalagot tekertek a fejük köré, és ezt ékesítették drágakövekkel. Nagy Sándor is átvette ezt tőlük, és a macedónoknál használatos kausia fejfedő köré tekerte.
Európában a Hallstatt-kori mihalkovói kincsben színarany diadémot találtak. Egy szarmata királynő sírjából az i. e. 3. századból került elő az úgynevezett novocserkaszi diadém, nagy drágakővel a homlok felett.
A római korban a babérból, tölgyfalevélből és más szentnek tartott növényekből kitüntetések gyanánt készült koszorúkat fokozatosan felváltották a nemesebb, tartósabb anyagokból készült koszorúk, koronák. A római katonai kitüntetések között egész sor különböző corona szerepelt, amiket különböző típusú hőstettekért adományoztak.
A korona Rómában is fokozatosan a hatalom jelképévé vált. A császárkorban az uralkodó díszes sisakjára diadém-szalagot helyeztetett, amire elöl egy nagy, hátul, a tarkón lelógó két végén több kisebb drágakövet helyeztek el. Nagy Konstantin alatt alakult ki a galea, a sisakkorona.
A germánok, angolszászok is átvették a sisakkoronát. Ebből alakult ki a pántos korona, amelyen két keresztpánt boltozta be a koponyát. Egy másik fejlődési irány a diadémból kiindulva vált a nyílt abroncskoronává, amelyek körben elhelyezett képek és ékkövek díszítettek. A díszek gyakran az abroncsból kiemelkedő liliomokat formáztak, ezt nevezik liliomkoronának.
A középkorban alakult ki az a megkülönböztetés, hogy a zárt korona jelzi a szuverén földi hatalmat, a hűbéri felsőbbséget elismerők (hercegek, grófok) nyílt, többnyire liliomos koronát viseltek.
A bizánci korona a Nagy Konstantin-féle késő római sisakkoronából eredeztethető. Ebből, valamint az egyszerű teveszőrsapka kombinációjából alakult ki a kamelaukion típusú császári szent korona a 11. századra, díszes pántokkal, láncokon lecsüngő kövekkel, gyöngyökkel. A császárné koronája nyílt maradt, de fokozatosan magasabb lett. A női koronák viselői is koronasapkát hordtak a fejék alatt.

## Típusai
Felépítés szerint:
- nyílt korona

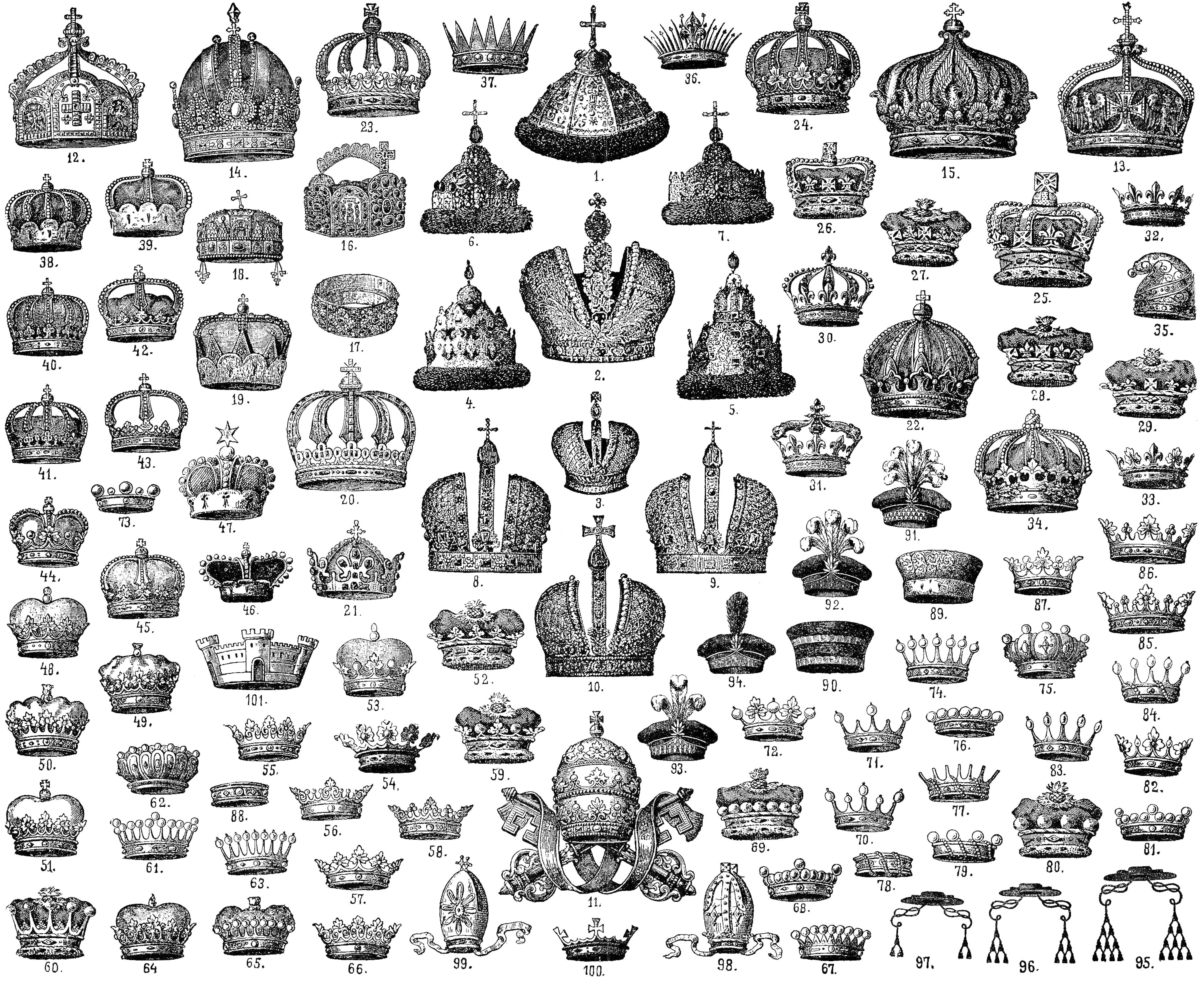
Korona típusok

- zárt korona (újabb, bizánci típus)

Társadalmi hierarchia szerint:
- uralkodói korona (császári és királyi koronák)
- társuralkodók, királyi hitvesek koronái
- fejedelmi korona
- pápai korona (tiara, hármas korona, mert három egymás fölött álló részből áll. Az első s legalsó részt Konstantin császár adta Sylvester pápának világi hatalma jeléül; a másodikat 1294-ben VIII. Bonifác pápa illesztette az elsőre, annak jeléül, hogy a papi hatalom a világi hatalom fölött áll; a harmadikat 1392-ben V. Orbán pápa alkalmazta a két alsóra, jeléül, hogy a pápai hatalomnak minden világi és egyházi hatalom alárendelve van.)

### Az uralkodói koronák típusai

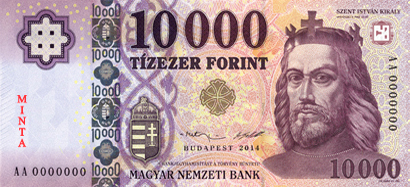
A magyar 10 000 forintos bankjegyen I. István fején III. Béla halotti koronája látható

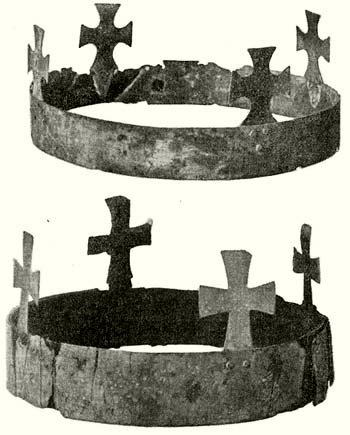
III. Béla és felesége halotti koronája

- házi korona: semmiféle megkötés nem vonatkozik rá, az uralkodó otthonában viselte
- országló korona: az uralkodónak meghatározott alkalmakkor viselnie kellett
- beavató korona: ezt az uralkodó csak koronázáskor viselheti, különben koronaőrök őrzik. Ilyen például a magyar Szent Korona és a brit uralkodók koronázásakor használt Szent Eduárd koronája.
- halotti korona (A magyar 10 000 forintos bankjegyen, Szent István fején III. Béla halotti koronája látható.)

## Híres koronák
- Magyar Szent Korona
- Bocskai István koronája
- Konstantinosz Monomakhosz koronája (Magyar Nemzeti Múzeum)
- Német-római császári korona
- Szent Eduárd koronája
- Osztrák császári korona
- margitszigeti korona (Magyar Nemzeti Múzeum)[6]
- A bizánci császári korona neve sztemma.
- sillai korona, a Silla királyság uralkodói jelvényei